# Rafael Ratão
Rafael Ratão, właśc. Rafael Rogerio da Silva (ur. 30 listopada 1995 w Cascavel, w stanie Parana) – brazylijski piłkarz, grający na pozycji napastnika.

## Kariera piłkarska

### Kariera klubowa
Wychowanek klubów São Paulo i Ponte Preta. W 2013 rozpoczął karierę piłkarską w Ponte Preta. Potem przez trzy lata występował na zasadach wypożyczenia w klubach Penapolense, Boa, Santos B, Guaratinguetá, Albirex Niigata i Náutico. Od 26 lipca 2016 bronił barw południowokoreańskiego klubu Chungju Hummel FC. W 2017 wrócił do ojczyzny, gdzie został piłkarzem Atlético Tubarão. W maju 2017 został wypożyczony do końca roku do Luverdense. 14 grudnia 2017 przeszedł do Grêmio Novorizontino. 10 kwietnia 2018 przeniósł się do Oeste. 5 lipca 2018 podpisał kontrakt z Zorią Ługańsk. 2 lutego 2019 został wypożyczony do Slovana Bratysława. 7 stycznia 2020 klub wykupił kontrakt piłkarza.

## Sukcesy i odznaczenia

### Sukcesy piłkarskie
Ponte Preta
- finalista Copa Sudamericana: 2013

Luverdense
- zwycięzca Copa Verde: 2017